# Bertil Norman (idrottsman)
Erik Bertil Norman, född 23 juni 1929 i Katrineberg,, död 24 mars 2023,  var en svensk idrottsman (orienterare). Han tävlade för IFK Hedemora, och är även känd för att ha uppfunnit tumkompassen.
Norman var som mest framgångsrik under 1950- och 1960-talet. När orienterarna genomförde sina första världsmästerskap i Finland 1966, ingick han i det segrande stafettlaget. Vid EM 1962 i Norge tog han en individuell silvermedalj. Han tog EM-silver i stafett 1962 i Løten i Norge tillsammans med Sven Gustafsson, Per-Olof Skogum och Halvard Nilsson, samt EM-brons i stafett 1964 i Le Brassus i Schweiz tillsammans med  Sven Gustafsson, Pontus Carlson och Sven-Olof Åsberg.

## Utmärkelser
- 1960 - Årets orienterare
- 1961 - Årets orienterare
- 1962 - Årets orienterare
- 1964 - Årets orienterare

## Bildgalleri

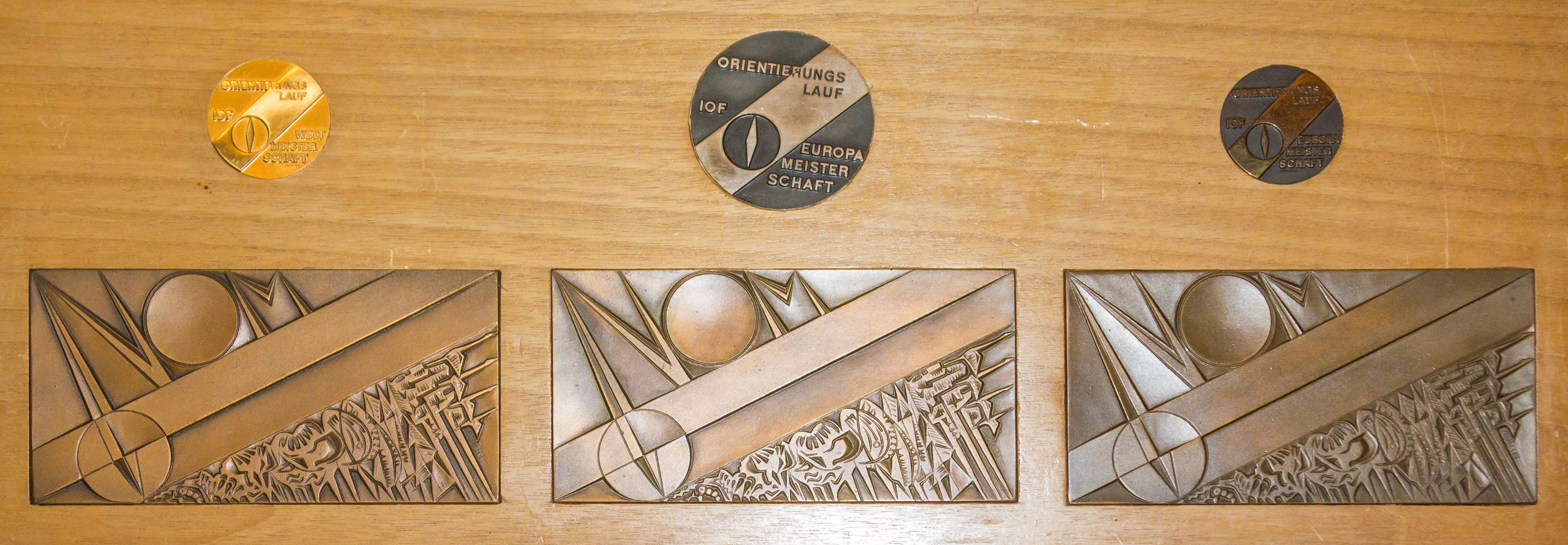
Normans medaljer från VM 1966, EM 1962 och EM 1964
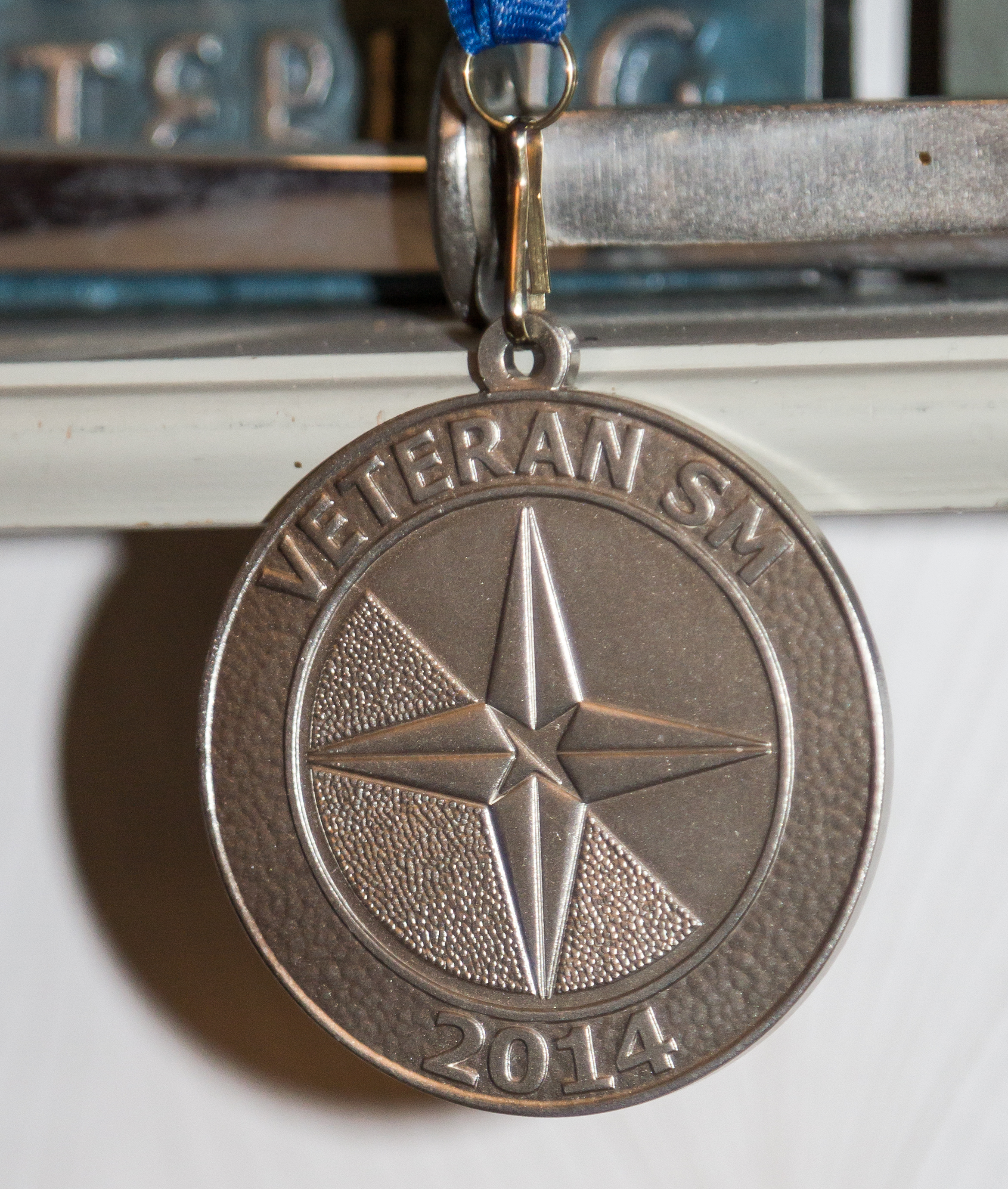
Normans silvermedalj från veteran-SM 2014.